# 岡井崇
岡井 崇（おかい たかし、1947年8月6日 - 2017年12月21日）は、日本の医師、産婦人科医、小説家。昭和大学病院総合周産期母子医療センター長。医学博士（東京大学）。2007年に、無過失医療事故を世に問うミステリー小説『ノーフォールト』を早川書房より上梓した。

## 略歴・人物
1947年、和歌山県生まれ。大阪教育大学附属池田小学校、灘中学校・高等学校を経て、1973年東京大学医学部医学科卒業。東京大学医学部助教授、総合母子保健センター愛育病院副院長などを経て、2000年より昭和大学産婦人科学教室主任教授。この頃から、厚生労働省の「小児科・産科の若手医師の確保と育成に関する研究」の班員として産科医師不足の原因分析にあたり、産科医の過酷な労働条件と、それを敬遠する学生気質ならびに訴訟の多さに注目するようになる。
しかし、一般社会の理解を得ることの難しさを痛感し、小説『ノーフォールト』としてまとめることでこの問題を世に問うことになった。ほかに共著で『壊れゆく医師たち』（岩波ブックレット、2008年）などがある。日本医療機能評価機構内にある産科医療補償制度原因分析委員会委員長として分娩時に発生する脳性麻痺の原因分析に情熱を注いだ。
2013年3月、昭和大学産婦人科学教授を定年退職し、前職の総合母子保健センター愛育病院に院長として復帰。
皇太子徳仁親王妃雅子が敬宮愛子内親王を出産した際には超音波診断担当医を務めた。
2017年12月21日、肺癌により死去。70歳没。
自他共に認める熱狂的な阪神タイガースファンである。

## 著作

### 小説
- ノーフォールト（2007年 早川書房 / 2009年 ハヤカワ文庫） - 『ギネ 産婦人科の女たち』としてテレビドラマ化された。
- デザイナーベイビー（2011年 早川書房） - 2015年9月23日からNHK総合にて8話のテレビドラマ化。

### 医学書
- 『New epoch産科外来診療』医学書院<Ladies medicine today>、1999年、ISBN 4-260-13054-4
- 『臨床医のための周産期検査マニュアル：データの読み方から評価まで』医学書院<Ladies medicine today>、2001年、ISBN 4-260-13061-7
- 伊東紘一、平田經雄編、岡井崇著『産科婦人科超音波医学』医歯薬出版<超音波医学text>、2004年、ISBN 4-263-22275-X
- 『産科臨床ベストプラクティス：誰もが迷う93例の診療指針』医学書院<Ladies medicine today>、2004年、ISBN 4-260-13068-4